# Baccaurea malayana
Baccaurea malayana là một loài thực vật có hoa trong họ Diệp hạ châu. Loài này được (Jack) King ex Hook.f. mô tả khoa học đầu tiên năm 1887.